# Giuseppe Mosca
Giuseppe Mosca (Nápoles, 1772 - Mesina, 14 de septiembre de 1839) fue un compositor italiano, hermano del compositor Luigi Mosca.

## Biografía
Después de haber estudiado música en el Conservatorio de Santa Maria de Loreto de Nápoles bajo la guía de Fedele Fenaroli, debutó como compositor de ópera en Roma en el año 1791 con Silvia e Nardone; en los años posteriores siguió esta actividad poniendo en escena varias óperas, con las cuales consiguió mucho éxito. En el año 1803 estuvo activo en París siempre como compositor y como maestro di cembalo en el Théâtre Italien. Tras la representación de La pietra del paragone de Gioachino Rossini en el año 1812, Mosca acusó a este último de haber plagiado su ópera I pretendenti delusi, que data del año anterior, en lo que se refiere al crescendo. Posteriormente, desde el año 1817 y el 1820, estuvo en Palermo como director del Real Teatro Carolino, entre el 1820 y el 1827 en Milán y al final en Mesina, siempre como director de un teatro, donde permaneció hasta su muerte.

## Consideraciones sobre el artista
Francesco Florimo dice que Mosca tenía una forma fácil y una espontaneidad de melodías, que, aunque no fueran novísimas, eran bien conducidas y rodeadas de tanto gusto, que al público dejaba contento, y sus óperas, si bien no perduraron en los escenarios, no en el tiempo en que se representaban, fueron generalmente aplaudidos. A su vez el musicólogo francés Fétis lo describe como un compositor sin genio, pero con una prodigiosa facilidad.

## Obras

### Óperas
- Silvia e Nardone (Feb. 1791 Teatro Nuovo, Roma)
- La vedova scaltra (Carn. 1796 Teatro Tordinona, Roma)
- Il folletto (1797 Teatro Nuovo, Nápoles)
- Chi si contenta gode (29 de abril de 1798 Teatro Apollo, Roma)
- I matrimoni liberi (25 de agosto de 1798 Teatro alla Scala, Milán)
- Ifigenia in Aulide (Carn. 1799 Teatro Argentina, Roma)
- Amore e dovere (1799 Teatro delle Dame, Roma)
- L'apparenza inganna (Otoño de 1799 Teatro San Moisè, Venecia)
- Rinaldo ed Armida (26 de diciembre de 1799 Teatro della Pergola, Florencia)
- La Gastalda ed il lacchè (Carn. 1800 Teatro San Samuele, Venecia)
- La gara fra Valafico e Limella (Verano de 1800, Venecia)
- Il sedicente filosofo (Nov. 1801 Teatro alla Scala, Milán)
- La vipera ha beccato i ciarlatani (Otoño de 1801 Teatro Regio, Turín)
- Ginevra di Scozia ossia Ariodante (Carn. 1802 Teatro Regio, Turín)
- La fortunata combinazione (17 de agosto de 1802 Teatro alla Scala, Milán)
- Sesostri (Carn. 1803 Teatro delle Arti, Turín)
- Chi vuol troppo veder diventa cieco (2 de julio de 1803 Teatro alla Scala, Milán)
- Emira e Conalla (1803 Teatro S. Agostino, Génova)
- Monsieur de Montaciel (Otoño de 1810 Teatro Carignano, Turín)
- Con amore non si scherza (14 de abril de 1811 Teatro alla Scala, Milán)
- I pretendenti delusi (7 de septiembre de 1811 Teatro alla Scala, Milán)
- I tre mariti (Carn. 1812 Teatro San Moisè, Venecia)
- Il finto Stanislao Re di Polonia (Carn. 1812 Teatro San Moisè, Venecia)
- Gli amori e l'arme (29 de marzo de 1812 Teatro dei Fiorentini, Nápoles)
- Le bestie in uomini (23 de mayo de 1812 Teatro alla Scala, Milán)
- Romilda, ossia L'amor coniugale (26 de enero de 1813 Teatro Ducale, Parma)
- La diligenza a Toigni, ossia Il collaterale (1813 Teatro dei Fiorentini, Nápoles)
- Don Gregorio in imbarazzo (1813 Teatro dei Fiorentini, Nápoles)
- L'avviso al pubblico (4 de enero de 1814 Teatro alla Scala, Milán) [también como: Il matrimonio per concorso en Turín, otoño de 1814]
- Il fanatico per l'Olanda (Carn. 1814 Teatro del Corso, Bolonia)
- Carlotta ed Errico (Otoño de 1814 Teatro dei Fiorentini, Nápoles)
- I viaggiatori, ossia Il negoziante pesarese (22 de octubre de 1814 Teatro Ducale, Parma)
- Don Desiderio, ovvero Il disperato per eccesso di buon cuore (Abril de 1816 Teatro dei Fiorentini, Nápoles)
- La gioventù di Enrico V(11 de septiembre de 1818 Teatro della Pergola, Florencia)
- Attila, ossia Il trionfo del Re de' Franchi (1818 Teatro S. Cecilia, Palermo)
- I due fratelli fuorusciti, ovvero Li giudici senza dottrina (26 de septiembre de 1819 Teatro Marsigli-Rossi, Bolonia)
- Emira, regina d'Egitto (6 de marzo de 1821 Teatro alla Scala, Milán)
- La sciocca per astuzia (15 de mayo de 1821 Teatro alla Scala, Milán)
- La dama locandiera (8 de abril de 1822 Teatro alla Scala, Milán)
- La poetessa errante (septiembre de 1822 Teatro Nuovo, Nápoles)
- Federico II, Re di Prussia (diciembre de 1824 Teatro San Carlo, Nápoles)
- L'abate dell'Epée (27 de junio de 1826 Teatro del Fondo, Nápoles)

### Otras obras
- La moglie virtuosa, ossia Costanza Ragozzi (ballet, 1798, Milán)
- Tomiri regina d'Egitto (ballet, 1802, Turín)
- Salve regina para soprano y órgano
- Sinfonia en do mayor
- Sinfonia per cembalo in re maggiore